# NN-188
La carretera NN-188 es una vía departamental secundaria ubicada entre el departamento de Managua y el departamento de Masaya, Nicaragua. Esta carretera conecta la NIC-4B desde el sur de Managua con la Rotonda Las Flores en Masaya. Su construcción fue finalizada en el año 2003 y es parte del acceso principal al departamento de Masaya.

## Trazado y cruces
La siguiente tabla muestra el recorrido aproximado de la carretera NN-188.
| km   | Localidad          | Departamento | Conexión / Ruta |
| ---- | ------------------ | ------------ | --------------- |
| 0.0  | Managua            | Managua      | NIC 4B          |
| 3.5  | San Judas          | Masaya       |                 |
| 6.84 | Rotonda Las Flores | Masaya       |                 |